# 克雷廷加區
克雷廷加區是立陶宛克萊佩達縣内的市镇，位于该国西部，行政中心为克雷廷加。市镇面積为989平方公里，2020年人口数量为37,427人。